# Ipfw
ipfirewall (často také ipfw) je v informatice název softwarového firewallu v unixovém systému FreeBSD. O jeho správu se starají dobrovolní vývojáři FreeBSD. Pravidla pro filtrování obsahu jsou obdobná, jako u jiných paketových filtrů IPv4 a IPv6. Firewall umožňuje vytvářet bezstavová pravidla i využít jednoduchou stavovou logiku pro splnění vyšších nároků uživatelů. Součástí programu je modul pro jádro systému, který je možné zavést za běhu. Stejně jako FreeBSD je i IPFirewall šířen pod open source licencí. Používá se jako vestavěný firewall též v systémech Mac OS X a DragonFly BSD.

## Jednotlivé části programu
Celý program se skládá z několika částí. Základem je jádro firewallu s integrovanou kontrolou procházejících paketů. Dále část pro vytváření logů, vytváření pravidel pro NAT, pravidla pro přesměrování provozu, vytváření síťového mostu a několik dalších funkcí.

## Výchozí nastavení
Po instalaci firewallu slouží připravená konfigurace hlavně jako ukázka a není doporučené ji využívat přímo v provozu (konfigurace se nachází v souborech /etc/rc.firewall a /etc/rc.firewall6). Tato ukázka obsahuje pouze bezstavovou logiku, která se používá jen jako základ.